# ستوني ستافورد

ستوني ستافورد (بالإنجليزية: Stony Stratford)‏ هي مدينة تقع في مقاطعة باكينغهامشير بإنجلترا. وهي بلدة مكونة من ميلتون كينز (في شمال باكينغهامشير، انكلترا) ورعية مدنية ومجلس مدينة داخل منطقة ميلتون كينز.